# Vražda Shandy Sharerové
Shanda Renné Sharerová (6. června 1979 – 11. ledna 1992) byla americká dívka, která byla mučena a upálena ve městě Madison, ve státě Indiana v USA, čtyřmi dívkami. V době její smrti jí bylo pouhých 12 let. Incident zaujal veřejnost po celém světě a to nejen brutálností činu, ale i nízkým věkem pachatelek (15-17 let). O případu se mluvilo v novinách a talk show v mnoha zemích a inspiroval několik epizod seriálů s fiktivním kriminálními případy. 

## Shanda a její rodina
Shanda Sharerová se narodila v Pineville ve státě Kentucky dne 6. června 1979. Jejími rodiči byli Stephen Sharer a jeho manželka Jacqueline. Po rozvodu rodičů se její matka znovu provdala a rodina se přestěhovala do města Louisville. Zde Shanda chodila do páté a šesté třídy na St. Paul School, kde se věnovala roztleskávání, volejbalu a softballu. Když se její matka znovu rozvedla, rodina se v roce 1991 přestěhovala do New Albany v Indianě a Shanda nastoupila na střední Hazelwood Middle School. Hned na počátku školního roku přestoupila na katolickou školu Our Lady of Perpetual Help School, kde nastoupila do basketbalového týmu. 

## Pachatelé podílející se na vraždě

### Melinda Loveless
Melinda Loveless se narodila v New Albany dne 28. října 1975 jako nejmladší ze tří dcer Marjorie a Larryho Lovelessových. Larry byl vyslán do americké armády během Války ve Vietnamu a přestože měl z války traumata, po návratu s ním bylo zacházeno jako s hrdinou. Marjorie ho později popsala jako sexuálního devianta, který nosil její spodní prádlo a make-up jeho dcery, nebyl schopen zůstat monogamní a měl směs žárlivosti a fascinace, když ji viděl mít sex s jinými muži a ženami. Během Melindina dětství žili v New Albany nebo okolí města. 
Larry po návratu z armády nepravidelně pracoval pro železniční dráhy, jeho profese mu umožňovala pracovat podle jeho potřeby. V roce 1965 se Larry stal zkušebním úředníkem na policejním oddělení města New Albany, ale po osmi měsících byl propuštěn poté, co napadl afroamerického spolupracovníka, kterého obvinil z udržování poměru s jeho ženou. V roce 1988 začal Larry pracovat jako pošťák, ale ukončil pracovní poměr po třech měsících. Mnoho práce neudělal, jelikož většinu pošty místo doručení donesl domů a zničil ji. 
Marjorie do roku 1974 jen občasně. Když oba rodiče pracovali, rodina na tom byla finančně dobře a žila na předměstí vyšší střední třídy Floyds Knobs v Indianě. Larry, který měl násilnické sklony, se obvykle o své příjmy s rodinou nedělil a jeho vydělané peníze utrácel jen za sebe, nejvíce za střelné zbraně, motocykly a auta. V roce 1980 vyhlásil osobní bankrot. Členové širší rodiny popisovali dcery Lovelessových jako hladová a špatně oblečená děvčata, která je často navštěvovala za účelem se najíst. 
Rodiče Melindy často navštěvovali bary v Louisville, kde se její otec Larry vydával za doktora nebo zubaře a svou ženu Marjorie představoval jako svou přítelkyni. Často ji "sdílel" se svými přáteli z práce, což ji velmi ponižovalo. Během orgií, které uspořádal v jejich domě s jiným párem, se Marjorie pokusila o sebevraždu. Během Melindina dětství se o to pokusila ještě několikrát. Když bylo Melindě 9 let, byli Larry a Marjorie znásilněni gangem, po čemž se chtěla Marjorie utopit. Po tomto incidentu Larrymu měsíc odmítala sex, dokud ji neznásilnil; jejich dcery stály za dveřmi pokoje, kde se znásilnění odehrávalo. V létě roku 1986, poté, co mu Marjorie nedovolila vzít si domu dvě ženy, které potkal v baru, ji Larry zmlátil tak moc, že musela být hospitalizována. Následně byl obviněn za ublížení na zdraví.
Rozsah Larryho zneužívání jeho dcer a dalších dětí není jasný. Různá soudní svědectví tvrdila, že Melindu obtěžoval jako nemluvně, obtěžoval třináctiletou sestru Marjorie na začátku manželství a od deseti do čtrnácti let obtěžoval sestřenici Teddy. Obě starší dívky řekly, že je obtěžoval, Melinda však nikdy nepřiznala, že se jí to také stalo. Spala s ním v jedné posteli až do svých čtrnácti let, kdy otec rodinu opustil. Teddy u soudu popsala incident, při kterém Larry všechny tři sestry svázal v garáži a znásilnil je. Larry byl verbálně agresivní na své dcery a jednou dokonce pistolí střelil záměrně v těsné blízkosti Melindini starší sestry Michelle, když jí bylo 7 let. Svým dětem také často sbíral použité spodní prádlo a očichával je před ostatními členy rodiny.   
Když bylo Melindě 5 let, její rodina se na dva roky stala součástí gracelandské baptistické církve. Larry a Marjorie přijali svátost smíření a v době, kdy byli členy, se zřekli pití alkoholu a účasti na swingers party. Larry se stal laickým kazatelem a Marjorie se stal školní zdravotní sestrou. Církev později zařídila, aby byla Melinda odvezena do motelového pokoje s padesátiletým mužem na pětihodinový exorcismus. Larry se stal manželským poradcem v církvi. Získal si reputaci, že se příliš zabývá ženskými právy. Nakonec se pokusil jednu z žen znásilnit. Po tomto incidentu rodina církev opustila a vrátila se do svých původních profesí a k alkoholismu.
V listopadu roku 1990, když Marjorie přistihla Larryho, jak sleduje Melindu s přítelem, jej napadla nožem. Ten se snažil nůž chytit a po zranění byl převezen do nemocnice. Poté se znovu snažila spáchat sebevraždu, ale její dcery kontaktovaly úřady. Po tomto incidentu požádal Larry o rozvod a přestěhoval se do Avon Park na Floridě. Melinda se cítila zdrcená, zvlášť když se její otec znovu oženil. Chvíli jí posílal dopisy, hrál na její city, ale nakonec s ní přerušil veškerý kontakt.

### Laurie Tackettová
Mary Laurine Tackettová se narodila v Madisonu dne 5. října 1974. Její matka byla fundamentalistkou Letničního hnutí a její otec byl továrním dělníkem, který byl v 60. letech odsouzen za těžký zločin. Laurie uvedla, že byla minimálně dvakrát obtěžována a to ve věku 5 a 12 let. V květnu roku 1989 její matka zjistila, že se Laurie ve škole převléká do džínů, a po konfrontaci té noci se ji pokusila uškrtit. Zapojili se sociální pracovníci a Lauriiny rodiče souhlasili s neohlášenými návštěvami, aby dokázali, že nedochází ke zneužívání dítěte. Laurie se svou matkou často přicházela do konfliktu; jednou její matka šla do domu Hope Rippeyové poté, co se dozvěděla, že Hopin otec koupil děvčatům desku na ouija. Požadovala, aby byla deska spálena a aby byl dům Rippeyových vymítán.
Laurie se po svých patnáctých narozeninách stala čím dál víc vzpurnější a také ji fascinoval okultismus. Často se pokoušela zapůsobit na své přátele tím, že předstírala, že je posedlá duchem „Upírky Deanny“. Laurie se také začala sebepoškozovat a to především na začátku roku 1991, kdy začala randit s dívkou, která již byla zkušenější. Její rodiče se o sebepoškozování brzy dozvěděli a dne 19. března 1991 ji vzali do nemocnice, kde jí byla předepsána antidepresiva. O dva dny později se spolu se svou přítelkyní a Toni Lawrencovou pořezali na zápěstí příliš hluboko a byly hospitalizovány. Následně byla vyslána do psychiatrické léčebny. Laurie byla diagnostikována hraniční porucha osobnosti a přiznala se, že již od útlého dětství trpěla halucinacemi. 12. dubna byla z léčebny propuštěna a v září nastoupila na střední školu. 
V říjnu roku 1991 zůstala Laurie v Louisville, kde žila s několika svými přáteli. Zde se v listopadu seznámila s Melindou Lovelessovou a staly se dobrými kamarádkami. V prosinci se Laurie přestěhovala zpět do Madisonu díky slibu otce, že jí koupí auto. I nadále však většinu času trávila v Louisville nebo New Albany, kde se mohla setkávat s Melindou. 

### Hope Rippeyová
Hope Anna Rippeyová se narodila v Madisonu dne 9. června 1976. Její otec byl inženýr v jaderné elektrárně. Její rodiče se rozvedli v únoru roku 1984 a Hope se s matkou a sourozenci přestěhovala do města Quincy v Michiganu, kde žili 3 roky. V roce 1987 její rodiče znovu obnovili vztah. Poté se znovu setkávala se svými kamarádkami Laurie a Toni, se kterými se znala od dětství. Její rodiče ale s přátelstvím s Laurie nesouhlasili, jelikož ji považovali za špatnou. Hope se spolu se svými kamarádkami začala v patnácti letech sebepoškozovat. 

### Toni Lawrencová
Toni Lawrencová se narodila v Madisonu dne 14. února 1976. Její otec byl kotelník. Již od dětství byla blízkou přítelkyní Hope Rippeyové. Ve věku devíti let byla napadena svým příbuzným a ve čtrnácti letech byla znásilněna cizím klukem. Policie případ uzavřela pouze zákazem přiblížení k Toni. Po incidentu navštěvovala terapii, ale předčasně ji ukončila. Stala se promiskuitní, začala se sebepoškozovat a v osmé třídě se pokusila o sebevraždu. 

## Události před vraždou
V roce 1990 začala čtrnáctiletá Melinda Lovelessová s dívkou jménem Amanda Heavrin. Poté, co otec rodinu opustil a její matka se znovu provdala, se Melinda chovala nevyzpytatelně. Zapojovala se do školních rvaček a trpěla depresemi, což vedlo k nutnosti začít chodit na terapie. V březnu roku 1991 se matce přiznala ke své homosexualitě, která se nejdříve velmi rozzlobila, ale nakonec dceru přijala. Její vztah s Amandou se ale postupně zhoršoval. 
Amanda na začátku podzimního semestru potkala Shandu Sharerovou na Hazelwood Junior High a strhla se mezi nimi rvačka. Nicméně později se staly přítelkyněmi a začaly si vyměňovat romantické dopisy. Melinda začala žárlit na jejich vztah. Na počátku října roku 1991 spolu Amanda a Shanda šly na školní taneční, kde si na ně Melinda počkala a konfrontovala je. I když spolu Melinda a Amanda vztah nikdy oficiálně neukončily, Melinda začala randit se starší dívkou. 
Poté, co na konci října byly Amanda a Shanda společně na festivalu, začala Melinda mluvit o vraždě Shandy a vyhrožovat jí na veřejnosti. Rodiče Shandy byly touto skutečností znepokojeni a svou dceru ke konci listopadu přehlásili na katolickou školu. Amanda uvedla, že jí Melinda od té doby posílala výhrůžné dopisy, které předaly prokurátorovi pro mládež. Ten však nijak nezasáhl. 

## Události z 10. – 11. ledna 1992

### Před únosem
V noci 10. ledna 1992 jely Toni Lawrencová (15), Hope Rippeyová (15) a Laurie Tackettová (17) autem z Madisonu k domu Lovelessových v New Albany. Hope a Toni, které byly kamarádkami Laurie, nikdy předtím Melindu Lovelessovou (16) nepotkaly. Po příjezdu si od Melindy vypůjčily oblečení a ona se jim pochlubila nožem, který podle jejích slov chtěla Shandu postrašit. I přesto, že dívky nikdy před tou nocí Shandu neviděly, věděly o celém plánu Melindy. Melinda dívkám vysvětlila, že nemá Shandu ráda za to, že ji napodobuje a ukradla jí přítelkyni. 
Laurie nechala řídit Hope do Jeffersonvillu, kde Shanda trávila víkendy se svým otcem. Po cestě zastavily u McDonald 's, kde se ptaly na cestu. K domu Sharerových dorazily krátce před setměním. Melinda instruovala Hope a Toni, aby šly ke dveřím a představily se jako kamarádky Amandy (bývalé přítelkyně Melindy a současné přítelkyně Shandy). Jejich úkolem bylo Shandu vylákat ven, kde ji měla Amanda čekat na "čarodějnickém hradě" (rozbitém kamenném domku, izolovaném na kopci, nad řekou Ohio).  
Shanda dívkám řekla, že momentálně jít nemůže, jelikož jsou její rodiče vzhůru a ať se pro ni vrátí okolo půlnoci, tedy za pár hodin. Melinda byla nejdříve naštvaná, ale Hope a Toni jí slíbily, že se pro ni opravdu vrátí později. Dívky se vydali k pobřeží řeky u Louisville, aby se zúčastnili punk rockové show, kterou pořádala kapela Sunprising nedaleko silnice Interstate 65. Toni a Hope po chvíli přestaly mít zájem o hudbu a rozhodly se odejít k autu, kde se věnovaly sexuálním aktivitám se dvěma chlapci. 
Následně se dívky vydaly zpět k domu Shandy. Během cesty se Melinda několikrát zmínila, že se nemůže dočkat, až Shandu zabije. Předtím jen tvrdila, že nůž má na její vystrašení, což jí původně stačilo. K domu dorazily 30 minut po půlnoci. Toni odmítla jít ke dveřím, tak k nim odešli Laurie a Hope. Melinda se s nožem ukryla na zadním sedadle pod deku. 

### Únos
Hope řekla Shandě, že je její přítelkyně Amanda stále na "čarodějnickém hradě". Shanda se nejdříve zdráhala s dívkami odejít, nakonec ale souhlasila, že se jen zajde převléct. Jakmile nasedly do auta, Hope se začala Shandy vyptávat na její vztah. Melinda vyskočila ze zadní sedačky a dala Shandě nůž na krk a začala ji vyslýchat ohledně sexuálního poměru s Amandou. Jeli směrem na Uticu k "čarodějnickému hradu". Laurie řekla dívkám o místní legendě, podle které dům vlastnilo devět čarodějnic. Místní obyvatelé je i s domem zapálili, aby se čarodějnic zbavili. 
Uvnitř "čarodějnického hradu" uplakané Shandě svázaly ruce a nohy provazem. Melinda si ze Shandy začala utahovat, že má moc krásné vlasy a jak moc by byla krásná, kdyby jí je ostříhala, což Shandu vystrašilo ještě víc. Melinda jí ukradla prstýnky a rozdala je ostatním dívkám. Hope jí ukradla hodinky s Mickey Mousem a tančila na melodii, kterou hrály. Laurie dále pokračovala s výpravou strašidelných historek; vykládala, že dům je plný lidských ostatků a přibudou ještě ostatky Shandy. Aby dále pohrozily Shandě, Laurie vytáhla z auta košili se smajlíkem a zapálila ji, ale ze strachu, že by oheň zaznamenala projíždějící auta jej rychle uhasily. Vzaly Shandu a odjely autem pryč. 
Během cesty autem je Shanda neustále prosila, aby ji odvezly domů a slibovala, že nikomu nic neřekne. Melinda jí nařídila, aby si sundala podprsenku, kterou si následně vzala Hope a při řízení ji vyměnila za svou. Po cestě se ztratily, zastavily tedy u čerpací stanice a Shandu přikryly dekou. Když Laurie vystoupila z auta, aby se zeptala na cestu, Toni zavolala klukovi z Louisville, kterého znala, a několik minut si s ním povídala, aby zahnala své obavy. O únosu Shandy mu ale nepověděla. Vrátily se do auta, ale po cestě se znovu ztratily a zastavily na další stanici. Toni a Hope si všimli několika kluků a než znova nasedly do auta, povídaly si s nimi. Poté odjely do lesů nedaleko domova Laurie v Madisonu. 

### Mučení
Laurie všechny zavedla do tmavé opuštěné budovy u lesní cesty v hustě zalesněné oblasti. Toni a Hope měly strach a zůstaly v autě. Melinda a Laurie vysvlékly Shandu do spodního prádla a poté ji Melinda začala bít pěstmi. Následně ji opakovaně kolenem mlátila do tváře, což způsobilo, že si Shanda vlastními rovnátky roztrhla ústa. Melinda se snažila Shandě rozříznout hrdlo, ale nůž byl příliš tupý. Hope vyšla z auta aby Shandu mohla držet. Melinda a Laurie bodaly Shandu do hrudníku. Poté Shandu škrtily provazem tak dlouho, dokud neupadla do bezvědomí a hodily ji do kufru auta. Ostatním dívkám řekly, že je Shanda mrtvá. 
Dívky se vydaly do nedalekého domu Laurie, vypily venku limonádu a očistily se od krve. Když zaslechly Shandu křičet v kufru auta, Laurie se za ní vydala s nožem, pobodala ji ještě několikrát a vrátila se zpět celá od krve. Poté, co se vysprchovala vyložila Laurie dívkám budoucnost z runových kamenů. Ve 2:30 ráno zůstaly Toni a Hope doma, zatímco Melinda a Laurie se vydaly na cestu po okolí. Dorazily do nedalekého města Canaan. Shanda v kufru stále plakala a vydávala bublající zvuky. Laurie zastavila auto a šly otevřít kufr. Shanda se posadila, byla celá od krve s očima převrácenýma směrem do hlavy, ale nemohla mluvit. Laurie ji začala mlátit žehličkou na pneumatiky, dokud neutichla. Tvrdila, že cítila, jak se Shandě propadá lebka. Objevily se také zprávy o tom, že oběť byla sexuálně napadena stejnou zbraní. Tato žehlička byla vypnuta a zapnutá celé hodiny, když se dívky vydaly na projížďku krajinou. 
Když se Melinda a Laurie vrátily zpět do domu Tackettových krátce před rozedněním, šly se osprchovat a zamést stopy. Hope se ptala na Shandu a Laurie jí se smíchem pověděla o mučení. Konverzace probudila Lauriinu matku, která na dceru začala křičet, že byla venku dlouho do noci a ať holky odejdou domů. Zajely ke spálené hromadě, kde otevřely kufr a zíraly na Shandu. Toni posprejovala Shandu čističem na okna a křičela ni, že teď už není tak krásná jako předtím. 

### Upálení zaživa

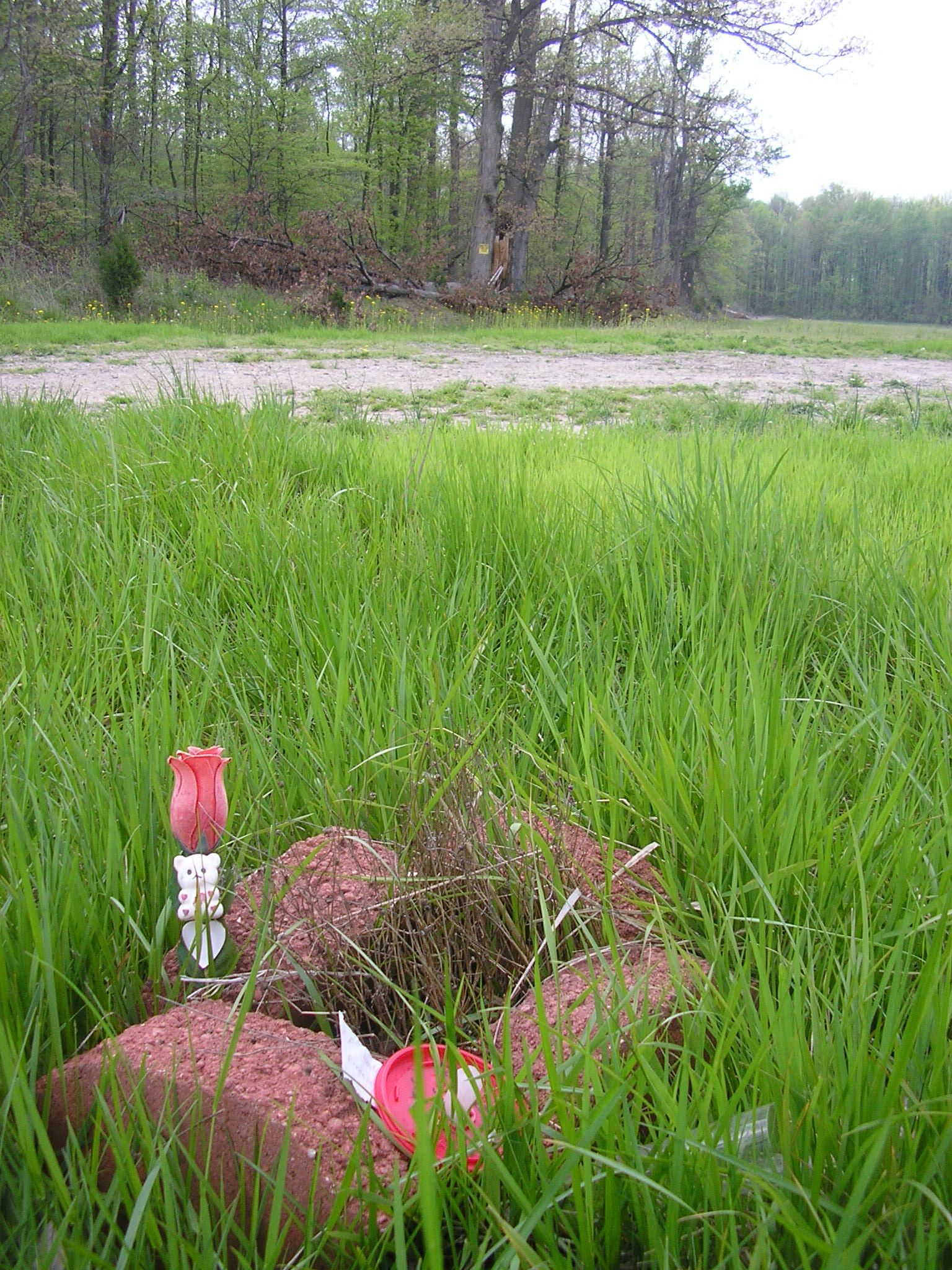
Vzpomínka na Shandu na místě, kde zemřela.

Dívky zajely k čerpací stanici nedaleko střední školy, natankovaly benzín do auta a koupily si dvoulitrovou lahev Pepsi. Laurie limonádu vylila a do láhve natankovala benzín. Zajely na sever města Madison nedaleko od testovacího areálu armády, tedy na místo, které dobře znala a vybrala Hope. Toni zůstala v autě, zatímco Laurie a Hope zabalily stále živou Shandu do deky a odnesly ji na pole u štěrkové venkovské cesty. Laurie přiměla Hope nalít na Shandu benzín a poté ji zapálit. Melinda si celou dobu nebyla jistá, zda je Shanda již mrtvá a tak se o chvíli později vrátila a nalila na ni zbytek benzínu. 
Dívky se šly v 9:30 ráno nasnídat do McDonald's a smály se, že tělo Shandy nyní vypadá jako jeden z párků, které právě jedí. Toni zavolala kamarádovi a pověděla mu o vraždě. Laurie poté zavezla Toni a Hope domů a nakonec odjela k sobě domů spolu s Melindou. Ta pověděla Amandě, že Shandu zabily a domluvila se s ní, že se později téhož dne sejdou. 
Kamarádka Melindy, Crystal Wathenová, přišla do domu Lovelessových, kde jí dívky povyprávěly, co se stalo. Poté všechny tři odjely za Amandou, které také pověděly celý příběh. Crystal ani Amanda příběhu nevěřily, dokud jim Melinda neukázala kufr auta, kde byly krvavé otisky rukou a Shandiny ponožky. Amanda byla zděšená a požádala je, aby ji odvezly domů. Když ji vysadily u domu, Melinda na ni zavolala, že ji moc miluje a doufá, že o tom nikomu neřekne. Než Amanda vstoupila do domu, slíbila, že si to nechá pro sebe. 

## Vyšetřování
Později toho rána 11. ledna 1992 jeli dva bratři z města Canaan kolem armádního cvičiště na lov, když si všimli těla u cesty. Nejdříve si mysleli, že se jedná o manekýnu použitou při jednom z cvičení, ale jakmile zastavili, rozpoznali spálené tělo dítěte. Policii zavolali v 10:55 a byli požádáni, aby u mrtvoly zůstali. Jedním z vyšetřujících důstojníků byl David Camm, který byl později zproštěn viny z vraždy vlastní rodiny. Šerif z okrsku Jefferson County Buck Shippley a detektivové začali vyšetřování sběrem DNA na místě činu. Původně měli podezření, že se jednalo o následek nevydařeného drogového obchodu a nevěřili, že zločin spáchali místní obyvatelé. Tělo navíc bylo v poloze, do které jej mohla dát jedině další osoba a bylo tedy o začátku jasné, že se jednalo o záměrný čin. Bylo také zjištěno, že oběť měla popálený obličej a ruce, aby nebylo jednoduché ji rozpoznat či identifikovat podle otisků prstů. 
Otec Shandy zpozoroval, že jeho dcera není doma již v časných ranních hodinách. Poté, co obvolal sousedy a přátele, zavolal i své bývalé manželce, matce Shandy. Sešli se ve 13:45 a nahlásili ji na policii jako nezvěstnou. 
Večer ve 20:20 hodin přišly na policii Toni a Hope se svými rodiči. S hysterickým záchvatem sdělili, že tělo patří Shandě Sharerové. Popsaly, co přesně se s ní stalo a jmenovaly další dvě děvčata - Melindu a Laurie. Poté, co dokončily svou výpověď, zavolal šerif z Jefferson County šerifovi z Clark County, aby byly případy upáleného dítěte a pohřešované dívky spojeny v jeden. 
Detektivové ještě provedli srovnání zubů a potvrdili, že obětí je skutečně Shanda. Melinda a Laurie byly zatčeny 12. ledna 1992. Převážná část důkazů pro vydání zatykače pocházela z výpovědí Toni a Hope. Obžaloba okamžitě vynesla požadavek, aby dívky byly souzeny a potrestány jako dospělé. Žalobci a obhájci několik měsíců nezveřejnili o případu žádné informace a sdělovacím prostředkům poskytli pouze prohlášení Toni a Hope.

## Soudní proces

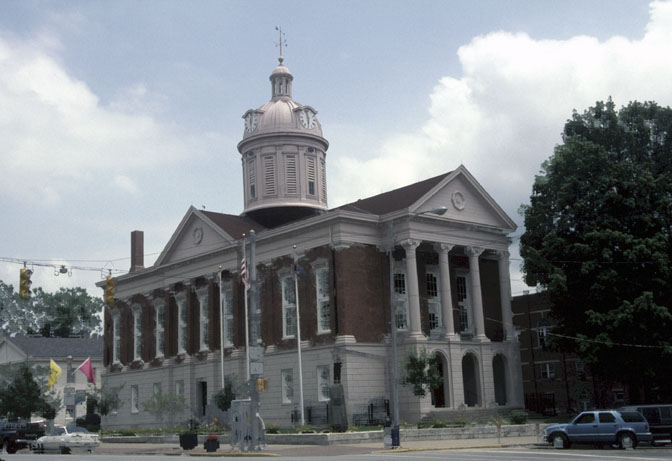
Budova soudu v Jefferson County v Indianě

Šablona:Sidebar timelineVšechny čtyři dívky byly souzeny jako dospělé. Aby se dívky vyhnuly trestu smrti, přijaly dohody o vině a trestu. 

### Polehčující okolnosti
Všechny čtyři dívky pocházely z traumatického prostředí a zažily si fyzické či sexuální obtěžování ze strany rodičů či jiného dospělého. Toni, Hope a Laurie měly v záznamech sebepoškozování. Laurie byla již dříve diagnostikována hraniční porucha osobnosti a halucinace. Melinda, často popisována jako vůdce napadení, měla nejrozsáhlejší historii zneužívání a duševních problémů.

### Rozsudky
Laurie Tackettová a Melinda Lovelessová byly odsouzeny na 60 let vězení v ženské věznici v Indianapolis. Laurie byla propuštěna v roce 2018 s podmínkou na jeden rok. Melinda byla propuštěna v září roku 2019. Hope Rippeyová byla odsouzena na 60 let vězení s desetiletým odkladem za polehčující okolnost a dalším desetiletým odkladem za menší polehčující okolnosti. Soudce poté zmírnil trest na 45 let vězení. Toni Lawrencová výměnou za spolupráci byla uznána vinou pouze v jednom bodě obžaloby a její trest dosahoval maximálně 20 let vězení. 

### Odvolání
V říjnu roku 2007 se advokát Melindy Mark Small pokusil odvolat na základě žádosti své klientky. Řekl, že Melinda byla „těžce retardovaná“ kvůli zneužívání v dětství. Navíc nebyla při vynesení rozsudku kompetentně zastoupena právníkem, což ji vedlo k tomu, že přijala dohodu o vině a trestu tváří v tvář přehnaným tvrzením o jejích šancích na trest smrti. Small také tvrdil, že Melinda, které bylo 16 let, když podepsala dohodu o vině a trestu, byla příliš mladá na to, aby uzavřela smlouvu ve státě Indiana bez souhlasu rodiče nebo opatrovníka. Ten skutečně nikdy nebyl udělen. Pokud by soudce tyto argumenty přijal, Melinda mohla být znovu souzena nebo rovnou propuštěna.
Dne 8. ledna 2008 byla žádost Melindy o propuštění zamítnuta jeffersonským soudcem Tedem Toddem. Místo toho, aby Melinda měla nárok na podmínečné propuštění za patnáct let, jí by byl zachován původní trest za přiznání viny. Dne 14. listopadu 2008 byla žádost zamítnuta i soudem státu Indiana. Small uvedl, že bude usilovat o to, aby se jurisdikce případu přesunula k Nejvyššímu soudu v Indianě.

### Propuštění
Toni Lawrencová byla propuštěna 14. prosince 2000 po odpykání 9 let trestu. V podmínce byla do prosince roku 2002.
Dne 28. dubna 2006 byla Hope Rippeyová propuštěna na podmínku po odpykání 14 let trestu, tedy po celé jeho době. V podmínce s ostrahou zůstala 5 let do dubna roku 2011.
Laurine Tackettová byla propuštěna 11. ledna 2018 v den 26. výročí vraždy Shandy. V tu dobu jí uplynul šestadvacetiletý trest a byla propuštěna s roční podmínkou.
Melinda Lovelessová byla propuštěna dne 5. září 2019. Po odpykání více než pětadvacetiletého trestu měla nárok na podmínečné propuštění. 

## Následky
Při výslechu Melindy Lovelessové vyplynulo, že její otec Larry obtěžoval jak ji, tak i její matku a její sestry. V roce 1993 byl její otec zatčen na základě obvinění ze znásilnění, sodomie a sexuálního nátlaku. Většina těchto činů se odehrála v letech 1968 až 1977. Larry strávil více než dva roky ve vazbě, kde čekal na soudní proces. Soudce nakonec rozhodl, že všechna obvinění, až na sexuální nátlak, musí být stažena na základě promlčecí lhůty stanovené státem Indiana na pět let. Larry byl shledán vinným ze sexuálního nátlaku. Dostal trest, do nějž byl započítán čas strávený ve vazbě a byl propuštěn na svobodu v červnu roku 1995. Po propuštění Larry neúspěšně žaloval věznici ve Floyd County a žádal od soudu 39 milionu amerických dolarů. V žalobě uvedl, že jeho trest byl krutý a nepřiměřený. Mezi jeho stížnostmi bylo, že mu nebylo dovoleno spát v jeho posteli během dne nebo číst noviny.
Otec Shandy, Stephen Sharer, zemřel v roce 2005 ve věku 53 let na následky alkoholismu. V interview matka Shandy, Jacquelin Vaught, uvedla, že Stephen se nikdy nedokázal s vraždou jeho dcery vyrovnat. Dělal všechno proto, aby se zabil, zkoušel se i zastřelit. Nakonec se upil k smrti a dle slov Jacquelin zemřel doslova na zlomené srdce. 
V lednu roku 2009 byl založen školní fond Shandy Sharerové. Cílem fondu bylo poskytnout stipendia dvěma studentům ročně na školu Prosser School of Technology v New Albany; jedno stipendium pro studenta, který pokračuje ve vzdělávání, a druhé stipendium pro studenta, který začíná svou kariéru a musí si koupit nářadí nebo jiné pracovní vybavení. V listopadu roku 2018 Shandina matka Jacquelin uvedla, že stipendijní fond byl vyčerpán a již nepřijímá dary. 
V roce 2012 proběhlo první setkání matky Shandy Jacquelin Vaught a Melindy Lovelessové od soudu v roce 1992. Jacquelin daroval psa jménem Angel ve jménu Shandy Melindě, aby se mohla trénovat pro program Indiana Canine Assistance Network (ICAN) prostřednictvím Project2heal, který poskytuje servisní mazlíčky lidem s postižením. Melinda jej trénovala v rámci programu několik let. Jacquelin uvedla, že snášela kritiku kvůli tomuto rozhodnutí, ale obhajuje to slovy: "Je to moje volba. Je to (Shanda) moje dítě. Když nenecháš dobré věci vzejít ze špatných věcí, nic se nezlepší. A já vím co by moje dítě chtělo. Moje dítě by chtělo tohle.“ Jacquelin by takového psa ve jménu své dcery chtěla někomu darovat každý rok.  